# Pelophylax demarchii
Pelophylax demarchii là một loài ếch thuộc họ Ranidae. Đây là loài đặc hữu của Eritrea. Tình trạng bảo tồn của nó hiện chưa đủ thông tin.